# Onglières
Onglières ist eine Gemeinde im französischen Département Jura in der Region Bourgogne-Franche-Comté.

## Geographie
Onglières liegt auf 820 m, etwa zehn Kilometer nordöstlich der Stadt Champagnole (Luftlinie). Das Bauerndorf erstreckt sich im Jura, auf der ausgedehnten Hochfläche, die nördlich an das Val de Mièges anschließt, am Südrand der Forêt de la Joux.
Die Fläche des 8,99 km² großen Gemeindegebiets umfasst einen Abschnitt des französischen Juras. Fast das gesamte Gebiet wird von einer Hochfläche eingenommen, die durchschnittlich auf 820 m liegt. Sie weist nur sehr geringe Reliefunterschiede auf und ist von Wies- und Weideland, im nördlichen Teil hauptsächlich von Wald bedeckt. Das Hochplateau besitzt keine oberirdischen Fließgewässer, weil das Niederschlagswasser im verkarsteten Untergrund versickert. Im äußersten Osten reicht der Gemeindeboden in die Talmulde des Ruisseau du Gouffre de l’Houle im Val de Mièges. Nach Nordwesten erstreckt sich das Gemeindeareal über das Hochplateau in das kupierte Gelände des ausgedehnten Waldgebietes der Forêt de la Joux. Auf der Höhe des Sauget wird mit 892 m die höchste Erhebung von Onglières erreicht. Die westliche Grenze verläuft oberhalb des Steilabfalls zum Tal des Angillon.
Nachbargemeinden von Onglières sind Chapois im Norden, Plénise, Plénisette und Mièges im Osten, Doye und Mournans-Charbonny im Süden sowie Les Nans im Westen.

## Geschichte
Im Mittelalter gehörte Onglières zur Herrschaft von Nozeroy. Im Jahr 1639 wurde das Dorf von den vorbeiziehenden Truppen des Herzogs Bernhard von Sachsen-Weimar geplündert und zerstört. Zusammen mit der Franche-Comté gelangte das Dorf mit dem Frieden von Nimwegen 1678 an Frankreich. Bis 1838 war Onglières Standort einer bedeutenden Ziegelei.

## Sehenswürdigkeiten

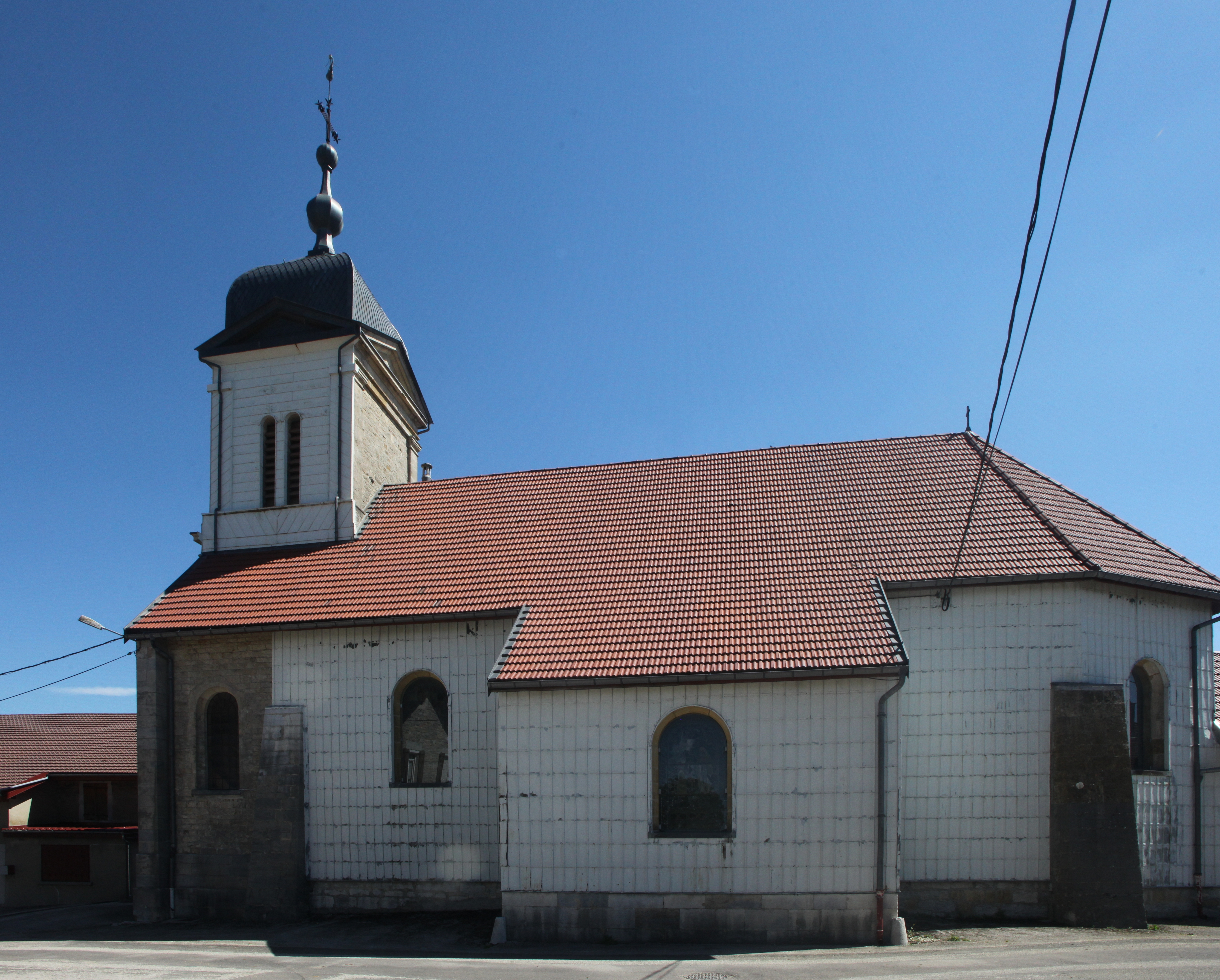
Kirche Saint-Claude

Die Dorfkirche von Onglières wurde um 1680 erbaut; 1850 wurde sie umfassend restauriert und umgestaltet.

## Bevölkerung
| Jahr                       | 1962 | 1968 | 1975 | 1982 | 1990 | 1999 | 2004 | 2017 |
| Einwohner                  | 111  | 94   | 77   | 79   | 60   | 70   | 69   | 65   |
| Quellen: Cassini und INSEE |      |      |      |      |      |      |      |      |

Mit 64 Einwohnern (Stand 1. Januar 2022) gehört Onglières zu den kleinsten Gemeinden des Départements Jura. Nachdem die Einwohnerzahl in der ersten Hälfte des 20. Jahrhunderts markant abgenommen hatte (1886 wurden noch 225 Personen gezählt), wurden seit Mitte der 1970er Jahre nur noch relativ geringe Schwankungen verzeichnet.

## Wirtschaft und Infrastruktur
Onglières war bis weit ins 20. Jahrhundert hinein ein vorwiegend durch die Landwirtschaft, insbesondere Viehzucht und Milchwirtschaft, sowie durch die Forstwirtschaft geprägtes Dorf. Noch heute leben die Bewohner zur Hauptsache von der Tätigkeit im ersten Sektor. Außerhalb des primären Sektors gibt es nur wenige Arbeitsplätze im Dorf. Einige Erwerbstätige sind auch Wegpendler, die in den umliegenden größeren Ortschaften ihrer Arbeit nachgehen.
Die Ortschaft ist verkehrstechnisch recht gut erschlossen. Sie liegt an der Hauptstraße D471, die von Champagnole nach Pontarlier führt. Weitere Straßenverbindungen bestehen mit Doye, Mournans und Andelot-en-Montagne.